# Lawrowo (Kaliningrad)
Lawrowo (Лаврово, deutsch Loschen) war ein Ort in der russischen Oblast Kaliningrad (Gebiet Königsberg (Preußen)). Seine Ortsstelle liegt im Gebiet des Stadtkreises Rajon Prawdinsk (Friedland in Ostpreußen).

## Geographische Lage
Die Ortsstelle Lawrowos liegt unmittelbar im Grenzgebiet Russland/Polen noch auf russischer Seite im Süden der Oblast Kaliningrad. Die einstige Kreisstadt Preußisch Eylau (russisch Bagrationowsk) liegt neun Kilometer westlich, und die heutige auf polnischem Hoheitsgebiet gelegene Kreismetropole Bartoszyce (deutsch Bartenstein) ist 13 Kilometer in südlicher Richtung entfernt.

## Geschichte

### Ortsgeschichte
Erstmals erwähnt wurde das damalige Lüssen im Jahre 1389. Es handelte sich bei dem kleinen Dorf um ein großes Gut mit einem entsprechenden Park sowie Insthäusern und einem Hünengrab.
Am 7. Mai 1874 wurde Loschen Amtsdorf und damit namensgebend für einen Amtsbezirk im Kreis Preußisch Eylau im Regierungsbezirk Königsberg in der preußischen Provinz Ostpreußen. Loschen war sowohl als Landgemeinde als auch als Gutsbezirk vertreten. Der Amtsbeszirk bestand bis 1945.
147 Einwohner zählte Loschen im Jahre 1910. Von ihnen gehörten 65 zur Landgemeinde und 82 zum Gutsbezirk. Am 30. September 1928 dann wurde der Gutsbezirk aufgehoben und in die Landgemeinde eingegliedert. Die Einwohnerzahl der so veränderten Landgemeinde belief sich im Jahre 1933 auf 164 und im Jahre 1939 auf 149.
In Kriegsfolge musste 1945 Ostpreußen an die Sowjetunion bzw. an Polen abgetreten werden. Der Nordteil wurde sowjetisch und der Südteil polnisch. Loschen lag unmittelbar auf der Grenze und scheint 1945 noch unter der Namensform „Łosie“ zum polnischen Powiat Iławski (Kreis Landsberg) gerechnet worden zu sein, kam aber noch in demselben Jahr zur Oblast Kaliningrad, erhielt aber erst 1946 die russische Namensform „Lawrowo“.
Wohl aufgrund seiner Grenzlage wurde Lawrowo nicht besiedelt. Der Ort erlosch und gilt als Wüstung im Rajon Prawdinsk. Die Ortsstelle Lawrowo liegt jetzt im Gebiet der Selbstverwaltungseinheit Munizipalkreis Rajon Prawdinsk.

### Gut Loschen
Von 1817 bis 1945 gehörte Gut Loschen zusammen mit den Nebengütern Gomthnen (polnisch Ganitajny) und Poschloschen (polnisch Posłusze) der Familie Saucken. Letzter Gutsbesitzer war der auf Gut Loschen geborene Oskar von Saucken, der sich auch als Politiker, u. a. Landrat des Kreises Preußisch Eylau, einen Namen machte.
Die Landwirtschaftsfläche hatte gegen Ende der 1920er Jahre eine Größe von 736 Hektar Ackerland, 72 Hektar Wiesen und Weiden sowie 100 Hektar Forsten und Gewässer. Es gab Rinder, Schweine, Schafe und auch Pferde – Kaltblüter und Trakehner. Die Gutsgärtnerei lieferte große Mengen Erdbeeren und Rhabarber.
Das Gutshaus stammte aus dem 18. Jahrhundert und wurde im Jahre 1913 in neobarockem Stil umgebaut. Es gab im Haus den „Weißen  Saal“ mit prächtigem Kamin und vielen Ahnenporträts. Wurde Gut Löschen im Ersten Weltkrieg auch erheblich zerstört, so konnte es doch wieder hergestellt werden. Der Zweite Weltkrieg brachte das Aus für Gut Loschen.

### Amtsbezirk Loschen (1874–1945)
Zum Amtsbezirk Loschen gehörten bei seiner Errichtung im Jahre 1874 insgesamt 13 Orte, am Ende waren es aufgrund struktureller Veränderungen noch sieben:
| Deutscher Name     | Russischer bzw. polnischer Name | Anmerkungen                                                                          |
| ------------------ | ------------------------------- | ------------------------------------------------------------------------------------ |
| Auklappen          | Maloje Osjornoje (RUS)          | 1928 nach Klein Sausgarten eingemeindet                                              |
| Bekarten           | Borowoje (RUS)                  |                                                                                      |
| Klein Sausgarten   | Bolschoje Osjornoje (RUS)       |                                                                                      |
| Kutschitten        | Snamenskoje (RUS)               |                                                                                      |
| Lampasch           | Nadeschdino (RUS)               |                                                                                      |
| Loschen (Landgem.) | Lawrowo (RUS)                   |                                                                                      |
| Loschen (Gutsbez.) |                                 | 1928 in die Landgemeinde Loschen eingegliedert                                       |
| Melonkeim          | Borowoje (RUS)                  | 1928 nach Klein Sausgarten eingemeindet                                              |
| Neucken            | Dubki (RUS)                     |                                                                                      |
| Poschloschen       | Posłusze (PL)                   |                                                                                      |
| Rohrmühle          | Borowoje                        | 1928 nach Bekarten eingemeindet                                                      |
| Sardienen          | Żardyny (PL)                    | 1928 nach Mollwitten, Amtsbezirk Beisleiden eingemeindet                             |
| Walkaschken        | Wilkaski (PL)                   | 1928 nach Poschloschen eingemeindet                                                  |
| ab 1909: Gomtehnen | Ganitajny (PL)                  | vor 1909 Amtsbezirk Polkitten, Kreis Friedland; 1928 nach Poschloschen eingegliedert |

Im Januar 1945 bestand der Amtsbezirk Loschen noch aus: Bekarten, Klein Sausgarten, Kutschitten, Lampasch, Loschen, Neucken und Poschloschen.

## Kirche
Bis 1945 gehörte Loschen sowohl zu den Kirchen der Stadt Preußisch Eylau: zur evangelischen Pfarrkirche in der Kirchenprovinz Ostpreußen der Kirche der Altpreußischen Union und zur römisch-katholischen Pfarrei im damaligen Bistum Ermland.

## Verkehr
Die kaum noch wahrnehmbare und auch grenztechnisch abgesicherte Ortsstelle von Lawrowo liegt südlich der Regionalstraße 27K-062, die die Stadt Bagrationowsk (Preußisch Eylau) mit Domnowo (Domnau) verbindet. In Jagodnoje (Kapsitten) zweigt ein Weg in Richtung Grenzgebiet ab.
Vor 1945 bestand über die Stadt Preußisch Eylau Bahnanschluss.